# Myzostoma thompsoni
Myzostoma thompsoni is een ringworm uit de familie Myzostomatidae.
Myzostoma thompsoni werd in 1858 voor het eerst wetenschappelijk beschreven door Diesing.